# Vellerat
Vellerat je bývalá samostatná obec ve švýcarském kantonu Jura. Obec má asi 70 obyvatel; přesto byla dlouhá léta jablkem sváru a dostala se na titulní stránky novin daleko za hranicemi Švýcarska.
Od 1. ledna 2019 se Vellerat sloučil s obcemi Courrendlin a Rebeuvelier a vznikla obec Courrendlin.

## Geografie
Vellerat leží v nadmořské výšce 666 m, vzdušnou čarou pět kilometrů jiho-jihovýchodně od hlavního města kantonu, Delémontu. Zemědělská obec leží na ostrohu na západním svahu údolí nad soutěskou Choindez, jižně od Delémontské kotliny, široké prohlubně v pohoří Jura.
Území obce o rozloze 2,1 km² zahrnuje velleratskou terasu a levý svah soutěsky Choindez. Západní a severozápadní hranice probíhají po hřebeni Forêt de la Cendre (až 1030 m n. m.), zatímco jižní hranice leží na hřebeni Côte des Porcs. Ten je také nejvyšším bodem obce (1129 m n. m.). V roce 1997 pokrývala 3 % rozlohy obce zastavěná plocha, 68 % lesy a lesní porosty, 28 % zemědělské plochy a méně než 1 % neproduktivní půda.
Sousedními obcemi Velleratu jsou Châtillon a Courrendlin v kantonu Jura a Roches v kantonu Bern.

## Historie
Vellerat je historicky mladá obec. Teprve během reformace se zde usadily tři německy mluvící rodiny, které převzaly půdu do nájmu od opatství Moutier-Grandval. V letech 1797–1815 patřil Vellerat k Francii a zpočátku byl součástí départementu Mont-Terrible, od roku 1800 byl součástí départementu Haut-Rhin. Na základě rozhodnutí Vídeňského kongresu byla obec v roce 1815 přičleněna ke kantonu Bern a byla zařazena do okresu Moutier.
V 70. letech 19. století se obyvatelé Velleratu vždy vyslovovali pro vytvoření kantonu Jura. Protože obec neměla v době jurského plebiscitu společnou hranici s tehdejším okresem Delémont (dvě sousední obce na severu, Courrendlin a Châtillon, byly v té době součástí okresu Moutier a teprve 1. ledna 1979 se staly součástí okresu Delémont), neměla právo na sebeurčení své kantonální příslušnosti, a proto nevyhnutelně zůstala součástí kantonu Bern.

### Svobodná obec Švýcarska
Po vzniku kantonu Jura 1. ledna 1979 (oddělení od kantonu Bern) byl Vellerat oddělen od sousedních obcí Jury novou kantonální hranicí. Silniční spojení s kantonem Bern je však možné pouze přes tyto obce. Obyvatelé Velleratu se poté rozhodli odtrhnout od kantonu Bern a vyhlásili Vellerat „Svobodnou obcí Švýcarska“. Neúnavně bojovali za připojení ke kantonu Jura, neúčastnili se již kantonálních hlasování a bojkotovali také sčítání lidu. Trvalo léta vyjednávání, než byl Bern ochoten souhlasit s dalším postoupením území.

### Federální referendum
Po projednání v Národní radě a v Státní radě byl Vellerat 10. března 1996 předmětem federálního referenda o federálním výnosu o převodu obce Vellerat z kantonu Bern do kantonu Jura, který měl upravit její kantonální příslušnost. Takovéto povinné referendum bylo vyžadováno při každé změně kantonálních hranic až do celkové revize švýcarské federální ústavy v roce 1999. Převod obce Vellerat ke kantonu Jura podpořilo 91,7 % voličů a všechny kantony, což umožnilo převod k 1. červenci 1996. Podle průzkumů veřejného mínění se ti, kteří hlasovali pro, zabývali především právem na sebeurčení.

## Obyvatelstvo
| Rok            | 1850 | 1900 | 1910 | 1930 | 1950 | 1960 | 1970 | 1990 | 2000 |
| Počet obyvatel | 88   | 115  | 93   | 128  | 124  | 77   | 64   | 70   | 66   |

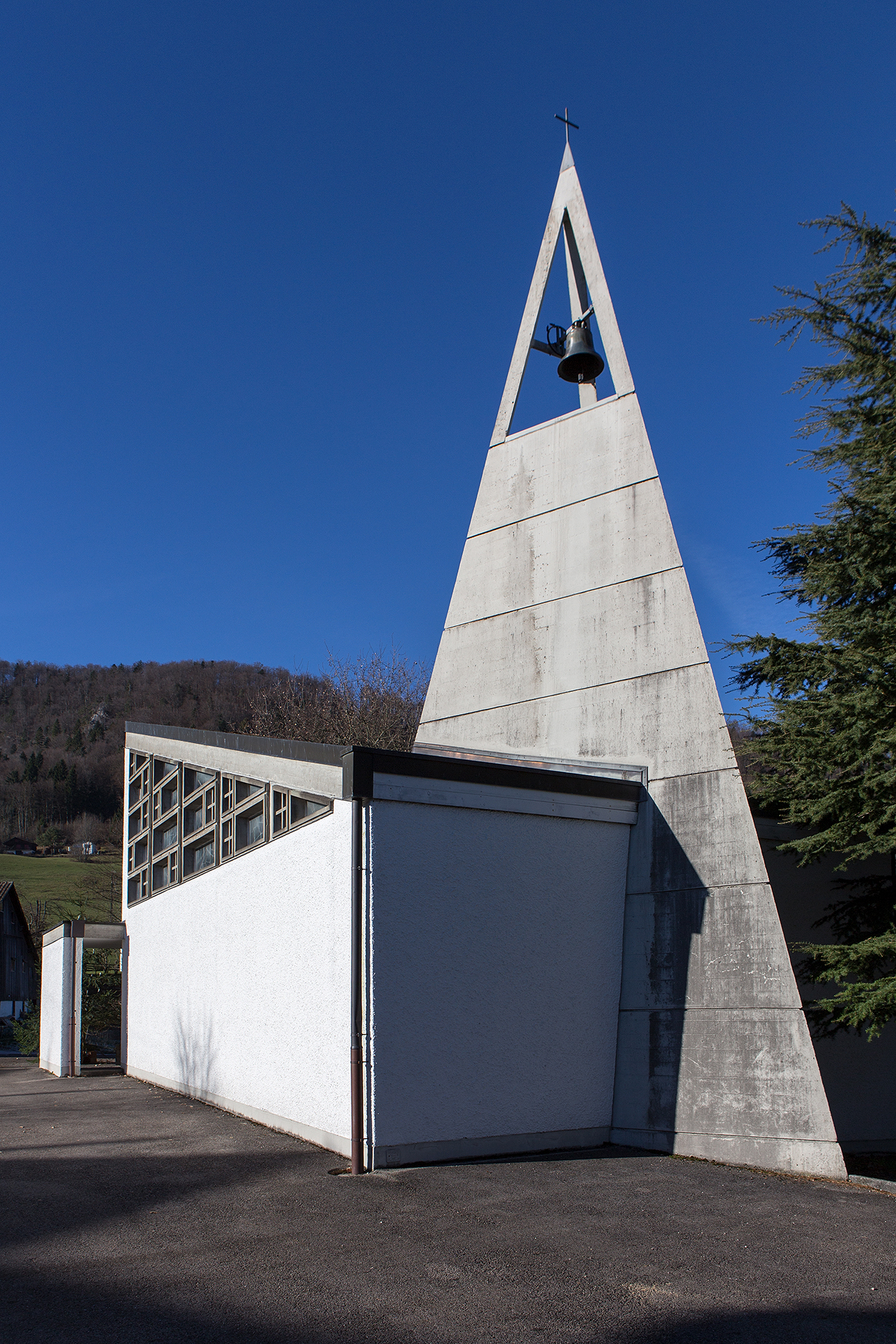
Moderní kaple

Z celkového počtu obyvatel je 89,4 % francouzsky mluvících, 7,6 % německy mluvících a 3,0 % anglicky mluvících (stav v roce 2000). Po dosažení nejvyššího počtu 128 obyvatel v roce 1930 počet obyvatel od druhé poloviny 20. století výrazně klesá.

## Hospodářství
V obci stále převažuje zemědělství. Mimo zemědělství je v obci jen několik pracovních míst. Mnoho zaměstnanců (více než 60 %) proto za prací dojíždí a pracuje převážně v oblasti Delémontu.

## Doprava
Obec leží mimo hlavní dopravní tahy; nachází se na konci slepé silnice, vedoucí z obce Courrendlin. Nejbližší železniční stanice se nachází v Delémontu.

## Partnerská obec
Od června 2001 existuje partnerství mezi společností Vellerat a obcí Voeren v Belgii, která je rovněž jablkem sváru v politicko-jazykovém sporu o to, zda patří do vlámské provincie Limburk, nebo do francouzsky mluvící provincie Lutych.